# Monte-Carlo Bay Hotel & Resort
 (janvier 2012).
Le Monte-Carlo Bay Hotel & Resort est un hôtel de luxe situé sur une presqu’île du quartier Le Larvotto à Monaco. Cet hôtel-club appartient au groupe Société des bains de mer de Monaco.

## Caractéristiques
- 334 chambres dont 22 suites[1].
- Quatre restaurants : Le Blue Bay, Las Brisas, L'Orange Verte et Il Baretto
- Une grande salle de réception, la salle America.
- Dix salles de réunion modulables.
- Un casino : le Bay Casino.
- Un night-club : le Blue Gin.
- Un spa : le Cinq Mondes Paris[1].